# Faru Makubwa
Faru Makubwa er en dansk dokumentarfilm fra 1956, der er instrueret af Ole Rostell.

## Handling
Denne artikel mangler et handlingsreferat. Hjælp os med at skrive det.